# Kuma (croiseur)
Pour les articles homonymes, voir Kuma.
Le Kuma (球磨) était un croiseur léger lancé en 1919, navire de tête de la classe Kuma de la Marine impériale japonaise. Les autres navires de cette classe étaient le Tama, le Kitakami, le Oi et le Kiso.
Il fut coulé le 10 janvier 1944 par le sous-marin HMS Tally-Ho à l'ouest de Penang.